# Yekaterina Bikert
Yekaterina Bikert (en russe, Екатерина Эдуардовна Бикерт, née le 13 mai 1980) est une athlète russe, spécialiste du 400 m haies.
Son meilleur temps est de 53 s 72 réalisé à Toula en 2004.